# Tournee (Fernsehserie)
Tournee (Untertitel: Ein Ballett tanzt um die Welt) ist eine Tanzserie der ARD, die von 1970 bis 1971 ausgestrahlt wurde. Es werden Geschehnisse während einer Balletttour um die Welt geschildert. Die einstündigen Folgen liefen monatlich mittwochs um 21.00 Uhr.

## Handlung
Die Ballettgruppe Night Stars geht auf große Tournee. Schauplätze der Reise sind unter anderem Kopenhagen, Marrakesch, Mallorca, Portugal und Monte Carlo. Manches Missgeschick, heiteres oder spannendes Erlebnis ereignet sich rund um die Ballettauftritte. Der Bus mit Fahrer Otto Harms, Garderobiere Tante Anna und den dringend erwarteten Kostümen stürzt in die Ostsee. Die Tänzerin Gisi steckt vor der Probe im Verkehr fest, doch ein netter junger Mann leiht ihr spontan sein Fahrrad und erhält dafür die Zusage zu einer Verabredung. Ballettmeisterin Maria muss sich mit Pannen bei den Proben auseinandersetzen. Hilfreich zur Seite steht ihr dabei der Choreograf Cocü.

## Hintergrund
Die Tanzaufführungen der Night Stars wurden vom Hamburger Fernsehballett vorgetragen.

## Schauspieler und Rollen
Die folgende Tabelle zeigt die Hauptdarsteller der Serie. Gastrollen hatten unter anderen Marianne Koch, Ivan Desny, Günther Lüders, Christa Siems, Herbert Fux und Eric Pohlmann.
| Schauspieler           | Rolle  | Episoden |
| ---------------------- | ------ | -------- |
| Edith Schultze-Westrum | Anna   | 6        |
| Maria Litto            | Maria  | 6        |
| Albert Venohr          | Harms  | 6        |
| Harry Wüstenhagen      | Cocü   | 6        |
| Gerhart Lippert        | Thom   | 5        |
| Helga Schlack          | Gisi   | 5        |
| Henriette Gonnermann   | Babsi  | 5        |
| Franz Kutschera        | Farkas | 4        |
| Eike Christiansen      | Grit   | 3        |
| Marion Dulau           | Mona   | 3        |
| Ilona Schütze          | Rosi   | 3        |
| Marion Daniel          | Yvonne | 3        |
| Renate Müller          | Hella  | 3        |
| Cordula Wiedemann      | Doris  | 3        |
| Lydia Meyer-Tanzer     | Jane   | 3        |
| Barbara Lass           | Gloria | 2        |

## Episoden
| Folge | Titel                                 | Ausstrahlung      |
| ----- | ------------------------------------- | ----------------- |
| 1     | Ein Ballett tanzt um die Welt         | 25. November 1970 |
| 2     | Ballett-Gastspiel in Monte Carlo      | 23. Dezember 1970 |
| 3     | Die Night-Stars gastieren in Portugal | 20. Januar 1971   |
| 4     | Die Night-Stars in Marokko            | 17. Februar 1971  |
| 5     | Die Night-Stars an der Spree          | 17. März 1971     |
| 6     | Mallorca                              | 28. April 1971    |